# NGC 7224
NGC 7224 is een elliptisch sterrenstelsel in het sterrenbeeld Pegasus. Het hemelobject werd op 6 september 1863 ontdekt door de Duitse astronoom Albert Marth.

## Synoniemen
- UGC 11940
- MCG 4-52-4
- ZWG 473.6
- NPM1G +25.0494
- PGC 68242